# Hreciîșkîne, Novoaidar
Hreciîșkîne (în ucraineană Гречишкине) este localitatea de reședință a comunei Hreciîșkîne din raionul Novoaidar, regiunea Luhansk, Ucraina.

## Demografie
Componența lingvistică a localității Hreciîșkîne
     Rusă (85,28%)
     Ucraineană (13,56%)
     Alte limbi (0,06%)
Conform recensământului din 2001, majoritatea populației localității Hreciîșkîne era vorbitoare de rusă (85,28%), existând în minoritate și vorbitori de ucraineană (13,56%) și armeană (1,03%).